# Pstrąże
Pstrąże (niem. Pstransse, w latach 1933–1945 Strans, ros. Страхув, Strachów) – wieś w Polsce położona w województwie dolnośląskim, w powiecie bolesławieckim, w gminie Bolesławiec, oddalona 20 km od Bolesławca. Przez miejscowość przepływa rzeka Bóbr. W latach 1975–1998 miejscowość należała administracyjnie do województwa jeleniogórskiego.
W październiku 2016 roku rozpoczęto rozbiórkę budynków po garnizonie radzieckim.

## Historia
Pierwsze wzmianki o miejscowości pochodzą z 1305 roku, kiedy wieś wchodziła w skład dóbr kliczkowskich, jej nazwę zapisano jako Pstransee. Na przełomie XV i XVI wieku miał tu znajdować się niewielki zameczek obronny. W 1865 roku zabudowa została zniszczona przez pożar. Do końca XIX wieku mieszkańcy wypasali bydło, owce oraz wytapiali żelazo.
W 1901 roku rozpoczęto przebudowę wsi dla potrzeb armii niemieckiej. Powstały koszary dla wojska, stajnie, doprowadzono bocznicę kolejową z Leszna Górnego, wybudowano betonowy most na Bobrze. Po I wojnie światowej stajnie przebudowano na garaże.
Podczas wycofywania się wojsk niemieckich wysadzono most na rzece Bóbr. 10 lutego 1945 Pstrąże zostało zajęte przez wojska radzieckie. Miejscowość była niedostępna dla Polaków, część drogowa mostu nie została odbudowana, aby utrudnić przedostawanie się ludności polskiej na teren obiektu. Pstrąże oficjalnie nie widniało na mapach. Część wojskowa miasta pozostawała oddzielona murem od części cywilnej. Wszystko, co znajdowało się wewnątrz części wojskowej, pozostawało ściśle tajne i zachowywane w pełnej tajemnicy. Jedna z legend miejskich głosi, że wojska radzieckie przechowywały w Pstrążu broń atomową.
Od 1948 do 1951 stacjonowała tam 14 Brygada Artylerii Ciężkiej Wojska Polskiego.
W miejscowości stacjonowały głównie:
- 510 samodzielny szkolny pułk czołgów (JW 74858) (w lipcu 1989 przeniesiony do Kamienki w Obwodzie Leningradzkim[a]),
- 76 Orszański pułk czołgów (JW 52801) (część, od lipca 1989 do 1991, wcześniej w Świętoszowie),
- 255 Wołgogradzko-Korsuński pułk zmechanizowany Gwardii im. gen. płk. Michała Stefanowicza Szumiłowa(inne języki) (JW 61412) (30 października 1982 przeniesiony do Wołgogradu[b]),
- 144 pułk zmechanizowany (JW 61412) (od 30 października 1982[b] do 1992),
- 27 mobilna baza rakietowo-techniczna (JW 81859) (do 1990 roku).

W miejscowości stacjonował również 8 Orszański pułk czołgów Gwardii (okres nieznany) oraz samodzielny batalion remontowy podległy dowództwu w Legnicy (JW 31728) (w latach 1989–1991).
Do 1992 roku miejscowość zajmowana przez Armię Radziecką, w 1994 r. miejscowość została podporządkowana polskiej administracji. Po całkowitym opuszczeniu miejscowości przez Armię Radziecką, Wojsko Polskie rozpoczęło pilnowanie miejscowości 10 kwietnia 1993 roku celem zabezpieczenia mienia na potrzeby późniejszego zasiedlenia. W 1995 roku, po decyzji Kierownika Urzędu Rejonowego w Bolesławcu, odstąpiono od zasiedlenia, zrezygnowano z pilnowania, a miejscowość włączono w obszar poligonu.
Przez kolejne lata Pstrąże niszczało. Czynne były jedynie magazyny wojskowe na końcu bocznicy (adres Pstrąże 1). Odbywały się tu ćwiczenia Wojska Polskiego, w tym wojsk specjalnych, a także straży pożarnej, ratownictwa, policji. W 2016 rozpoczęła się rozbiórka osiedla.

## Obiekty
Na obszarze wojskowego osiedla mieszkaniowego znajdowały się następujące obiekty: 8 bloków mieszkalnych, przedszkole, Szkoła Ośmioletnia nr 53, Kawiarnia „Bajka”, kotłownia, plac zabaw, plac sportowy.
Na obszarze koszar wojskowych znajdowały się: domy korpusu oficerów, koszarowce, punkty kontrolne, biuro przepustek, areszt wojskowy, hotel oficerski, Szkoła Ośmioletnia nr 53 (później przeniesiona na osiedle), stadion piłkarski, basen otwarty, Garnizonowy Dom Oficerów, sklep uniwersalny, sklepiki, magazyny, kotłownia, Klub „Kadet”, sala sportowa, szkoła chorążych, klub z biblioteką, pralnia, kuchnia (największy budynek zespołu), stołówki, dwa place z trybunami, garaże czołgów i innych pojazdów wojskowych, warsztaty, obszar zieleni, place sportowe, stanowiska rakietowe, budynki szkoleniowe i sztabowe, Węzeł Łączności „Monografia”, poczta, ośrodek zdrowia.
W miejscowości znajdowało się także gospodarstwo oraz bocznica kolejowa z rampą.

## Pomniki

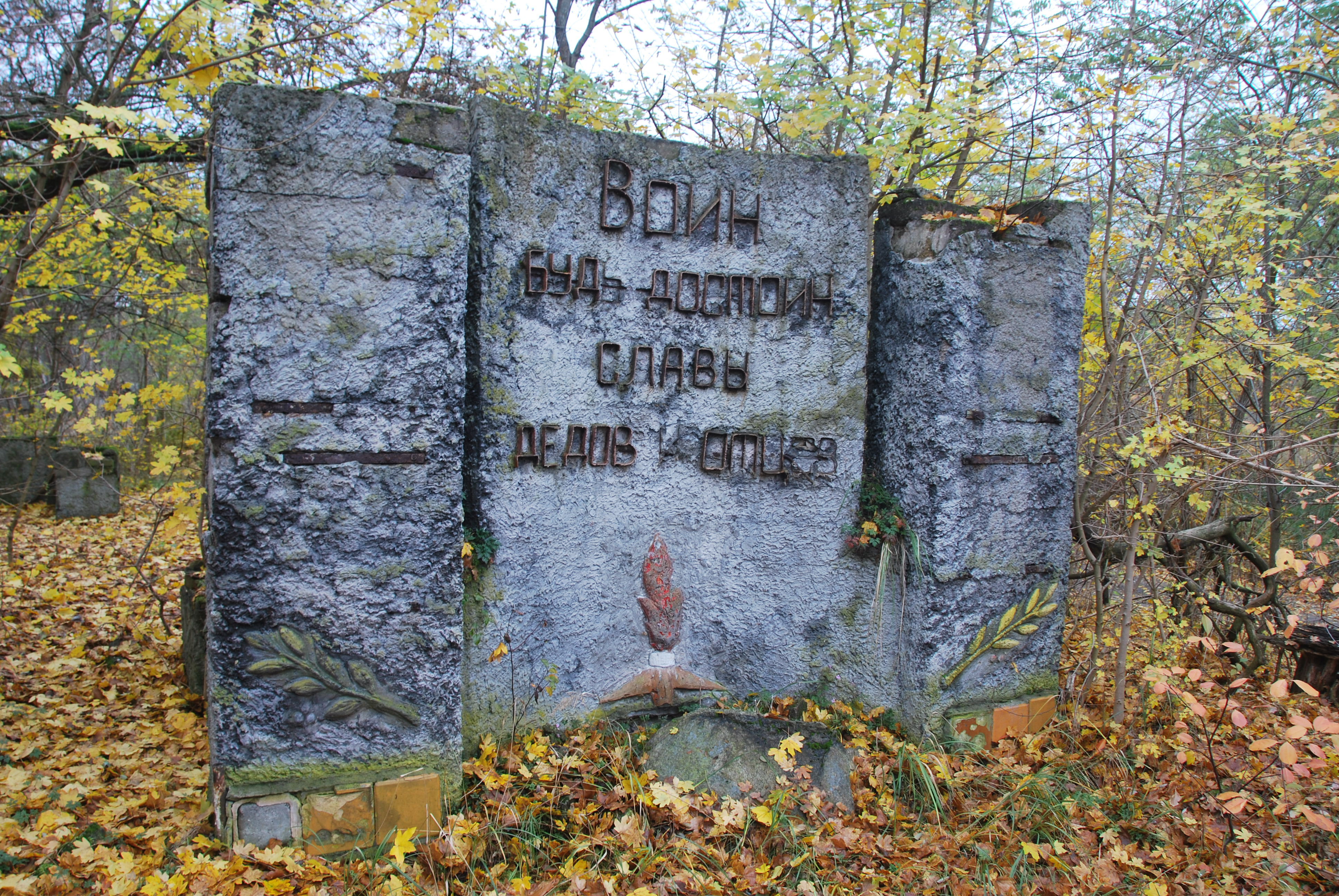
pomnik – tablica

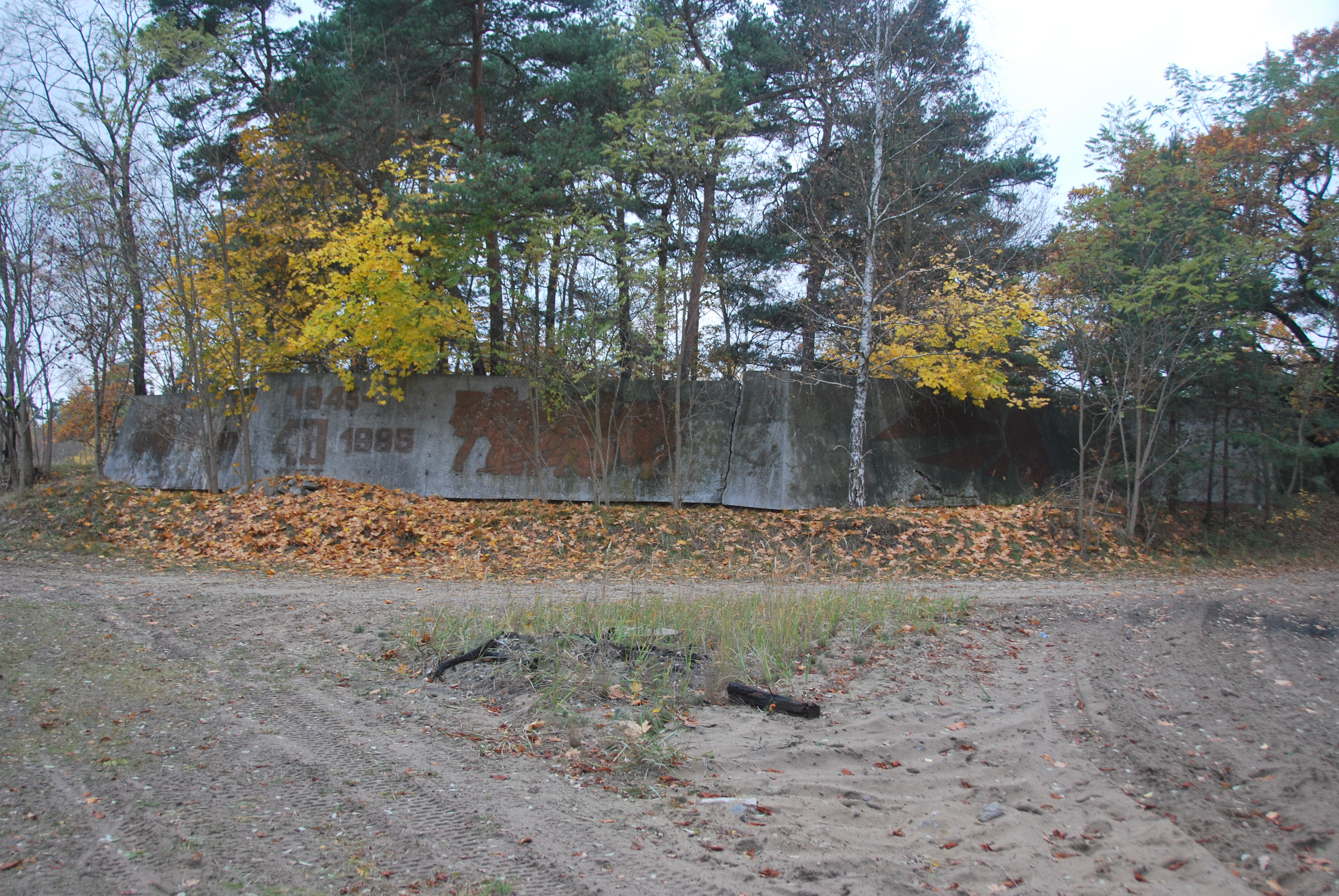
Pomnik Zwycięstwa

W miejscowości do dzisiaj zachowały się dwa pomniki:
- pomnik – tablica
- Pomnik Zwycięstwa (z wizerunkiem Włodzimierza Lenina)

Na budynku 1 kompanii 255 Wołgogradzko-Korsuńskiego pułku zmechanizowanego Gwardii widniała pamiątkowa tablica o treści: 1-я рота 255 гв. МСП в Сталинграде пленила фельдмаршала Паулюса (tłumaczenie z języka rosyjskiego na polski: 1. kompania 255 PZ Gw. w Stalingradzie wzięła do niewoli feldmarszałka Paulusa). Los tablicy jest nieznany.